# Ulrich Schmitz
Ulrich Schmitz (* 1948 in Dortmund) ist ein deutscher Linguist.

## Leben
Nach dem Studium (1966–1972) der Germanistik, Anglistik und Politikwissenschaft an den Universitäten Tübingen, Exeter und Marburg (1972 erstes Staatsexamen) war er von 1972 bis 1974 wissenschaftlicher Mitarbeiter in einem Forschungsprojekt der Bund-Länder-Kommission für Bildungsplanung in Bonn. Nach dem Zweitstudium (1973–1978) der Erziehungswissenschaften an der Universität Marburg (1978 Dipl.-Päd.) war er von 1976 bis 1995 Akademischer Rat für Germanistische Linguistik an der Universität Duisburg. Nach der Promotion 1975 an der Philipps-Universität Marburg vertrat er von 1990 bis 1993 Professuren und Gastdozenturen an den Universitäten Duisburg, Salzburg, Koblenz und Bonn. Nach der Habilitation 1990 für Germanistische Linguistik an der Universität Duisburg war er ab 1995 Professor für Germanistik/Linguistik und Sprachdidaktik an der Universität Essen (seit 2003 Duisburg-Essen). 2013 erfolgte die Emeritierung.

## Schriften (Auswahl)
- Computerlinguistik. Eine Einführung. Opladen 1992, ISBN 3-531-12350-5.
- Sprache in modernen Medien. Einführung in Tatsachen und Theorien, Themen und Thesen. Berlin 2004, ISBN 3-503-07923-8.
- Einführung in die Medienlinguistik. Darmstadt 2015, ISBN 3-534-26377-4.
- mit Evelyn Ziegler, Heinz Eickmans, Haci-Halil Uslucan, David H. Gehne, Sebastian Kurtenbach, Tirza Mühlan-Meyer und Irmi Wachendorff: Metropolenzeichen. Atlas zur visuellen Mehrsprachigkeit der Metropole Ruhr. Duisburg 2018, ISBN 3-95605-038-X.